# Charles Williams (hudebník)
Charles Williams (* 18. července 1932) je americký jazzový saxofonista. Ve čtyřicátých a padesátých letech hrál v různých lokálních kapelách v okolí St. Louis. Koncem padesátých let se usadil v New Yorku. První album pod svým jménem vydal v roce 1971 (vydavatelství Mainstream Records). V této době vydal ještě dvě další alba. V letech 1995 až 1996 nahrál díky podpoře saxofonisty Hamieta Bluietta další album, které vyšlo roku 1997 pod názvem When Alto Was King. Během své kariéry spolupracoval s mnoha dalšími hudebníky, mezi něž patří například Don Pullen, Ted Curson, Bubba Brooks, Frank Foster a Ruth Brown.